# Księżomierz Gościeradowska
Księżomierz Gościeradowska – wieś w Polsce, w województwie lubelskim, w powiecie kraśnickim, w gminie Gościeradów.
Do 2023 miejscowość nazywała się Ulica Gościeradowska i była częścią wsi Księżomierz.
W latach 1975–1998 miejscowość należała do województwa tarnobrzeskiego.